# 1225

## Události
- Hradec Králové se stává svobodným královským městem
- založen cisterciácký klášter Oslavany
- první písemná zmínka v listinách třebíčského kláštera o osadě Horka

probíhající události
- 1223–1242 – Mongolský vpád do Evropy

## Narození
- ? – Gertruda z Hohenbergu, rakouská vévodkyně a římská královna,první manželka Rudolfa Habsburského († 16. února 1281)
- ? – Rostislav Haličský, bán mačevský a slavonský, uchazeč o bulharský trůn, syn sv. Michala Černigovského z rodu Rurikovců († 1263)
- ? – Tomáš Akvinský, dominikánský teolog a filosof († 7. března 1274)
- ? – Sancha Provensálská, římská královna jako manželka Richarda Cornwallského († 9. listopadu 1261)
- ? – Amato Ronconi, italský katolický světec († 8. května 1292)
- ? – John Peckham, teolog, matematik, básník, arcibiskup z Canterbury († 8. prosince 1292)

## Úmrtí
- 30. března – Gertruda z Dagsburgu, lotrinská vévodkyně a hraběnka ze Champagne (* 1204)
- 5. května – Angel Jeruzalémský, palestinský katolický kněz, mučedník a světec (* 2. března 1185)

## Hlava státu
- České království – Přemysl Otakar I.
- Svatá říše římská – Fridrich II.
- Papež – Honorius III.
- Anglické království – Jindřich III. Plantagenet
- Francouzské království – Ludvík VIII.
- Polské knížectví – Lešek I. Bílý
- Uherské království – Ondřej II.
- Latinské císařství – Robert I.
- Nikájské císařství – Jan III. Dukas Vatatzés